# Новочорноярка
Новочорноя́рка (каз. Новочерноярка) — село у складі Павлодарського району Павлодарської області Казахстану. Адміністративний центр Чорноярського сільського округу.
Населення — 1396 осіб (2021; 1305 у 2009, 1297 у 1999, 1817 у 1989).
Національний склад станом на 1989 рік:
- росіяни — 72 %

Станом на 1989 рік село називалось Ново-Чорноярка.